# Atmos Energy
Atmos Energy Corporation, (NYSE: ATO), är ett amerikanskt naturgasbolag som levererar naturgas via ett omfattande pipelinessystem till omkring tre miljoner privata–, offentliga– och företagskunder i nio amerikanska delstater. De rankas som en av de största bolagen inom den inhemska leverantörsbranschen för naturgas. Atmos bildades 1983 när Texas–baserade energibolaget Pioneer Corporation valde knoppa av sin naturgasverksamhet.